# بول إميل شاباس
بول إميل شاباس (ولد في 7 مارس 1869-توفى في 10 مارس 1937) هو رسام فرنسي أشتهر برسمه للوحة صباح سبتمبر.